# Asamoah Gyan
Asamoah Gyan (Accra, 22. studenog 1985.) bivši je ganski nogometaš koji je igrao na poziciji napadača. Od 2003., Gyan nastupa za reprezentaciju Gane i sudjelovao je na svjetskim prvenstvima 2006., 2010. i 2014. godine. Uz to, postigao je pogotke na svim prvenstvima.

## Klupska karijera
Pohađao je privatnu školu Accra Academy Senior High School. Igrao je za izabrani sastav te škole.
Do 2003. je igrao za Liberty Professionals, a onda je potpisao za Udinese. Udinese ga je posudio klubu iz Serie B Modeni da bi stekao iskustvo u utakmicama. Budući da je odigrao nekoliko dobrih utakmica 2006. na svjetskom prvenstvu, privukao je pažnju moskovske Lokomotive. Gyan se vratio u Udinese početkom 2006. 17. veljače 2007. je Udinese ponudio ugovor za transfer u siječnju. Tada je 21.godišnji napadač bio na rubu potpisivanja trogodišnjeg ugovora s Lokomotivom za 10,5 milijuna dolara, što je bila 4. po veličini nogometni transfer svih vremena u Rusiji. "Napadač kojeg je Udinese želio dovesti da bi me zamijenio nije potpisao za njih" rekao je Gyan za BBC Sport. "Rekli su mi da ću sad morati ostati u Italiji do kraja sezone."
10. kolovoza 2006. je produljio ugovor za još 5 godina, zajedno s Fabiom Quagliarellom. Ugovorom je Gyan produžio boravak do 30. lipnja 2012. godine.
Talijanski mediji su špekulirali o Gyanovom odlasku u Manchester United, Arsenal i A.C. Milan, zbog njegove impresivne predsezonske forme, kada je postigao i hat-trick. Taj hat-trick je postigao u prijateljskoj utakmici protiv sastava iz Serie B Spezie, prije nego što je Udinese potpisao dugoročni ugovor. Gyan je postigao 10 pogodaka u sezoni 2006./2007. da bi pomogao klubu zauzeti 10. mjesto u Serie A.
Ozlijedio se u sezoni 2007./2008.i nakon toga više nije zaigrao za Udinese sve do siječnja 2008., odigravši samo 13 utakmica i postigavši samo 4 gola te sezone. Dana 11. srpnja 2008. godine je potpisao za francuskog prvoligaša Stade Rennais na 4 godine. Transfer je bio težak 8 milijuna eura.
Dana 31. kolovoza 2010. godine, Gyan je potpisao za engleski klub Sunderland na 4 godine. Iz Rennaisa je prešao za 13 milijuna funta, srušivši klupski prethodni rekord u transferima, kad je platio za Tottehnamu za napadača Darrena Benta.
U Sunderlandu je dobio majicu broj 33. Postigao je gol na svojoj prvoj utakmici, kad je ušao kao zamjena. Igrao je protiv Wigan Athletica 11. rujna. Utakmica je završila u 1:1. Postigao je i Sunderlandov jedini gol na utakmici Carling Cupa protiv West Ham Uniteda.

## Karijera u reprezentaciji
Svoj prvi pogodak za reprezentaciju je postigao sa 17 godina. Bilo je to u studenomu 2004. u utakmici protiv Somalije. Time je postao najmlađi strijelac za gansku reprezentaciju.
Na Svjetskom prvenstvu u 2006. godini je postigao najbrži gol. Bilo je to nakon samo 68 sekunda. To je ujedno bio prvi Ganske nogometne reprezentacije gol na završnom turniru svjetskog prvenstva. Na toj je utakmici Gana pobijedila Češku 2:0. Utakmica se igrala 17. lipnja 2006. na stadionu RheinEnergieStadion u Kölnu. Kasnije je promašio jedanaesterac na istoj utakmici. Zbog toga što je pokušao izvesti jedanaesterac prije vremena, dobio je žuti karton i zato nije mogao igrati na zadnjoj utakmici u skupini. U utakmici protiv Brazila u osmini finala je bio isključen u 81. minuti nakon što je dobio drugi žuti karton zbog simuliranja.
Igrao je za gansku olimpijsku reprezentaciju koja je osvojila 3. mjesto u skupini B, nakon što je pobijedila Paragvaj, igrala neriješeno s Italijom koja je kasnije osvojila broncu i u zadnjoj utakmici nesretno izgubila od Japana s 1:0. Imala je jednaki broj bodova kao i Italija, protiv koje je vodila 2:0, a na kraju je ostalo 2:2. Imala je istu gol-razliku, isti broj pobjeda, no Italija je postigla veći broj golova (5), dok je Gana postigla 4.
Gyan je dao gol na utakmici na kojoj je debitirao za seniorsku reprezentaciju u kvalifikacijskoj utakmici za SP 2006. protiv Somalije 19. studenoga 2003. u 90. minuti, nakon što je zamijenio Isaaca Boakyea u 62. minuti. Tri dana mu je nedostajalo do njegovog 18. rođendana. Još je postigao 4 gola u 7 utakmica za vrijeme tog kvalifikacijskog ciklusa.
Dana 24. siječnja 2008. godine je za vrijeme Afričkog kupa nacija Gyan zajedno sa svojim bratom Baffourom odlučio napustiti "Crne zvijezde" zbog toga što ih se kritiziralo nakon neuvjerljive pobjede od 1:0 nad Namibijom. Mediji su shvatili da su braća zbilja se naumila spakirati i napustiti sastav, no suigrači su ih uspjeli nagovoriti neka ostanu. Na Afričkom kupu nacija 2010. je zaigrao za ganski sastav koji je bio desetkovan ozljedama do finala. Gyan je postigao 3 od 4 Ganina gola na tom turniru.
Gyan je postigao pogodak iz jedanaesterca u 85. minuti na Svjetskom prvenstvu u 2010. godini na utakmici protiv Srbije. To je bio odlučujući gol na utakmici koja je završila 1:0. Do kraja je pogodio stativu u 92. minuti prije nego što ga se zamijenilo, a njegov izlazak je publika ispratila ovacijama. U drugoj utakmici na SP-u je iskoristio jedanaesterac u 26. minuti čime se izjednačilo na 1:1 protiv Australije i izborilo konačni neriješeni rezultat.
U osmini finala je postigao pogodak u susretu protiv SAD-a u produžetku. To je bio odlučujući pogodak, jer je susret završio 2:1. Time je Gana postala treći afrički sastav u povijesti svjetskih prvenstva koji je ušao u četvrtfinale. Prije toga je to uspjelo Kamerunu i Senegalu. Poslije toga su ispali u utakmici protiv Urugvaja. U toj utakmici nije iskoristio jedanaesterac na samom kraju produžetaka. Pogodio je prečku i utakmicu su odlučili jedanaesterci. Kasnije je pogodio jedanaesterac u kad su se izvodili jedanaesterci, no Urugvaj je išao dalje rezultatom 4:2.

## Vanjske poveznice
- Službeni profil
- Profil i statistika na Stade Rennais FC
- Statistika[neaktivna poveznica] na RAI Sport
- Statistika na Gazzetta dello Sport
- FIFA SP 2006 profil  Arhivirana inačica izvorne stranice od 1. ožujka 2007. (Wayback Machine)
- ESPN profil  Arhivirana inačica izvorne stranice od 23. siječnja 2010. (Wayback Machine)